# Teresa López
María Teresa López Álvarez (Ceuta, 14 de mayo de 1960) es una política y  periodista española. Ejerció de diputada en el Congreso de los Diputados en la  XIV legislatura. Actualmente ejerce de diputada en la Asamblea de Ceuta.